# Condado de Benton (Indiana)
El condado de Benton (en inglés: Benton County), fundado en 1840, es uno de 92 condados del estado estadounidense de Indiana. En el año 2008, el condado tenía una población de 9421 habitantes y una densidad poblacional de 9 personas por km². La sede del condado es Fowler. El condado recibe su nombre en honor a Thomas Hart Benton. El condado es responsable en generar la mayoría de la electricidad eólica.

## Geografía
Según la Oficina del Censo, el condado tiene un área total de 1053 km², de la cual 1053 km² es tierra y 0 km² (0.00%) es agua.

### Condados adyacentes
- Condado de Newton (norte)
- Condado de Jasper (noreste)
- Condado de White (este)
- Condado de Tippecanoe (sureste)
- Condado de Warren (sur)
- Condado de Vermilion, Illinois (noroeste)
- Condado de Iroquois, Illinois (oeste)

## Demografía
Según la Oficina del Censo en 2000, los ingresos medios por hogar en el condado eran de $39 813, y los ingresos medios por familia eran $46 869. Los hombres tenían unos ingresos medios de $30 592 frente a los $22 169 para las mujeres. La renta per cápita para el condado era de $17 220. Alrededor del 5.50% de la población estaban por debajo del umbral de pobreza.

## Transporte

### Autopistas principales
- U.S. Route 41
- U.S. Route 52
- Carretera Estatal de Indiana 18
- Carretera Estatal de Indiana 55
- Carretera Estatal de Indiana 71
- Carretera Estatal de Indiana 352

### Ferrocarriles
- Bee Line Railroad
- Kankakee, Beaverville and Southern Railroad

## Municipalidades

### Ciudades y pueblos
| - Ambia - Boswell - Earl Park | - Fowler - Otterbein (mitad oeste) - Oxford |

### Áreas no incorporadas
| - Chase - Dunnington - Freeland Park - Lochiel - Raub | - Swanington - Talbot - Templeton - Wadena |

Extintos
- Atkinson
- Dunn

### Municipios
El condado de Benton está dividido en 11 municipios:
| - Bolivar - Center - Gilboa - Grant | - Hickory Grove - Oak Grove - Parish Grove - Pine | - Richland - Union - York |